# Zohn-Nunatakker
Die Zohn-Nunatakker sind drei bis zu 1310 m hohe Nunatakker im westantarktischen Ellsworthland. Sie ragen im südwestlichen Teil der Grossman-Nunatakker auf.
Der United States Geological Survey (USGS) kartierte sie anhand eigener Vermessungen und mithilfe von Luftaufnahmen der United States Navy zwischen 1961 und 1968 sowie Landsat-Satellitenbildern aus den Jahren zwischen 1973 und 1974. Das Advisory Committee on Antarctic Names benannte sie nach dem US-amerikanischen Topographieingenieur Harry L. Zohn Jr., der zwischen 1977 und 1978 der gemeinsam mit dem British Antarctic Survey aufgestellten Mannschaft des USGS zur geologischen Erkundung der Orville-Küste angehört hatte.